# Graphisoft
Graphisoft — угорська компанія, заснована 1982 року. Є розробником цілої низки високоякісних програмних продуктів — професійних рішень для архітекторів, будівельників та експлуатаційних служб. Головний офіс компанії знаходиться в Будапешті, Угорщина. Graphisoft має дочірні компанії в Німеччині, США, Великій Британії, Іспанії, Японії та представництва в Росії і Сінгапурі. Найвідомішим продуктом компанії є ArchiCAD.
Є членом Open Design Alliance.

## Продукція компанії
- ArchiCAD — високопродуктивний графічний програмний пакет САПР для архітекторів, флагманський продукт компанії.
- ArchiCAD START Edition — це потужний інструмент інформаційного моделювання будинків (BIM) і просте у використанні рішення, призначене для невеликих архітектурних фірм. Це унікальне поєднання сучасних технологій і несподівано низької ціни. Це перший крок невеликих компаній до ліцензійного програмного забезпечення.
- EcoDesigner — вбудований в ArchiCAD, простий у використанні інструмент для проведення енергетичних розрахунків силами архітекторів. EcoDesigner дозволить архітекторам контролювати енергетичні втрати проєктованих будівель і створювати нові, екологічно продумані проєкти.
- MEP Modeler — розширення для ArchiCAD. Приватні архітектори і архітектурні підрозділу проєктних бюро, що працюють з ArchiCAD можуть використовувати MEP Modeler для створення, редагування або імпорту тривимірної моделі інженерних мереж (вентиляція, водопостачання і каналізація, кабельні канали) в модель Віртуального будівлі ArchiCAD
- Virtual Building Explorer — інноваційний та інтерактивний інструмент для архітекторів, яким потрібні сучасні методи взаємодії та надання своїх проєктів. Клієнт, консультант, будівельник — будь-яка людина — тепер в буквальному сенсі слова може зануритися в архітектурний проєкт: тривимірне середовище, доброзичливе до користувача.
- Graphisoft BIM Server

## Дочірні компанії
- Graphisoft R&D Zrt. [Архівовано 14 червня 2011 у Wayback Machine.], Будапешт, Угорщина (головний офіс)
- Graphisoft Deutschland GmbH [Архівовано 7 липня 2020 у Wayback Machine.], Мюнхен, Німеччина
- Graphisoft North America [Архівовано 30 травня 2014 у Wayback Machine.], Бостон, США
- Graphisoft Japan Co. Ltd [Архівовано 25 вересня 2020 у Wayback Machine.], Токіо, Японія
- Graphisoft UK Ltd., Woking, Англія
- Archicad España, S.A. [Архівовано 5 квітня 2019 у Wayback Machine.], Мадрид, Іспанія
- Graphisoft Finland Oy, Гельсінкі, Фінляндія
- Graphisoft Australia [Архівовано 24 лютого 2018 у Wayback Machine.], Австралія